# Airbus A330neo
O Airbus A330neo é uma aeronave widebody, bimotor, turbofan, que foi desenvolvida pela Airbus para substituir o Airbus A330. Haverá duas variantes do A330neo: o A330-800neo e o A330-900neo. As letras neo significam New Engine Option (Nova opção de motor, em português). O Rolls-Royce Trent 7000 será o único motor disponível para a aeronave. O A330neo também conta com outras melhorias, tais como winglets personalizados e a máscara negra que envolve o para-brisas, ambos inspirados na nova aeronave da Airbus, o  A350. A aeronave tem uma envergadura maior em relação ao seu antecessor. De acordo com a Airbus, essas melhorias reduzirão o consumo de combustível em 14%, tornando a aeronave de médio alcance mais eficiente no mundo.
A TAP Air Portugal foi a primeira companhia aérea no mundo a receber o novo Airbus A330neo, na versão A330-900 neo.

## Desenvolvimento
A equipa de desenvolvimento da Airbus precisava decidir o futuro do A330, seu avião de fuselagem larga de maior sucesso. O número de encomendas caía ano após ano, enquanto a imprensa, os especialistas e as companhias aéreas (sobretudo Delta e AirAsia X) pressionavam a fabricante por uma aeronave do porte do A330, modernizado. Enquanto a Boeing modernizava o aclamado 777 - para as rotas de longo curso com maior demanda - e desenvolvia o 787 - para rotas de médio a longo alcance, porém com demanda menor - a Airbus focava as suas apostas, no setor médio-longo alcance, no mercado de alta demanda apenas, desenvolvendo as aeronaves A380 e A350. Dessa forma, as empresas que buscavam um sucessor para seus já antigos 767 e A330, no mercado de média demanda, encontraram suas respostas sobretudo no Dreamliner da Boeing, enquanto a Airbus, que seguia sem respostas para o futuro do A330, viu seu número de encomendas despencar. Apesar de o A330 ser consideravelmente mais barato do que o 787, por ser um projeto consolidado há 23 anos (e portanto mais atrativo para empresas aéreas menores, com menos capital), o consumo de combustível é em torno de 11% maior que o do concorrente da Boeing.
Dessa forma, a Airbus anunciou no dia 14 de Julho de 2014, durante o Farnborough Air Show, a continuidade dos A330, com o desenvolvimento de um motor mais eficiente. Ao menos inicialmente, as aeronaves serão equipadas com apenas uma opção de motor, seguindo uma tendência de redução de custos (que também levará a Boeing a equipar seu 777X com uma opção de apenas). A Rolls-Royce foi escolhida para projetá-lo e está desenvolvendo o Trent 7000, a partir do Trent 700, utilizado nos atuais A330, e do Trent 1000, do Boeing 787-1000. O novo motor terá um diâmetro de 284,48 cm, Razão de Diluição de 10:1 e empuxo entre 300 e 320 kN. Além disso, a fabricante afirma que o novo motor será 10% mais eficiente do que a versão 700 e produzirá a metade do ruído deste.
Ademais ao motor mais eficiente, o A330neo terá uma envergadura 3,7m maior do que o seu antecessor e tanto os winglets quanto o para-brisa serão inspirados no A350 XWB.

### Linha do tempo do A330neo
- 14 de julho de 2014: a Airbus anuncia o desenvolvimento do novo A330.
- 7 de setembro de 2015: primeiro suporte de motor é produzido na fábrica do Aeroporto de Toulouse-Blagnac e a caixa da asa começa a ser produzida na fábrica de Nantes, dando início à produção do primeiro protótipo.
- 7 de novembro de 2015: a Airbus anuncia que o A330neo terá um novo parabrisas, semelhante ao do A350 XWB.
- 19 de outubro de 2017: o primeiro voo do Airbus A330neo é realizado com êxito em Toulouse, na França. A aeronave descolou e pousou no mesmo aeroporto, sobrevoando a região durante 4 horas, aproximadamente. A variante usada foi a A330-900neo.
- 20 de junho de 2018: Primeiro Airbus A330-900neo é entregue à TAP Air Portugal, porém a aeronave continuará em testes de certificação.
- 21 de junho de 2018: O primeiro voo com o Airbus A330-900neo da TAP Air Portugal é feito de Lisboa a São Paulo com livre acesso para visita ao novo e primeiro Airbus A330neo.

## Variantes
- A330-800neo: substituto directo do A330-200. Capacidade: 406 passageiros ou 252 em configuração típica de três classes.[3]
- A330-900neo: substituto directo do A330-300. Capacidade: 440 passageiros ou 310 em configuração típica de três classes.[3]

Ambas as variantes terão alcance maior do que as versões predecessoras.

## Galeria

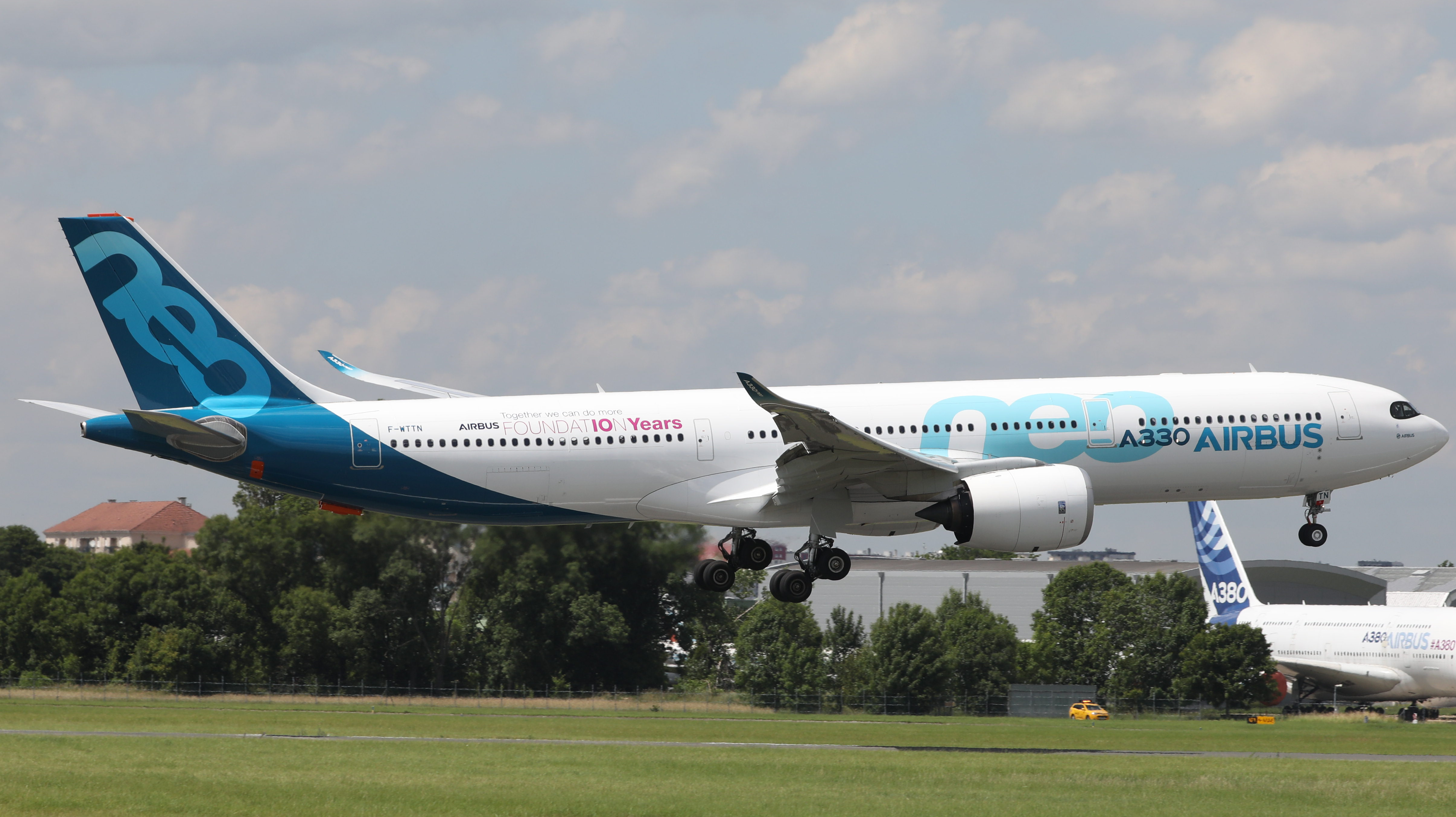

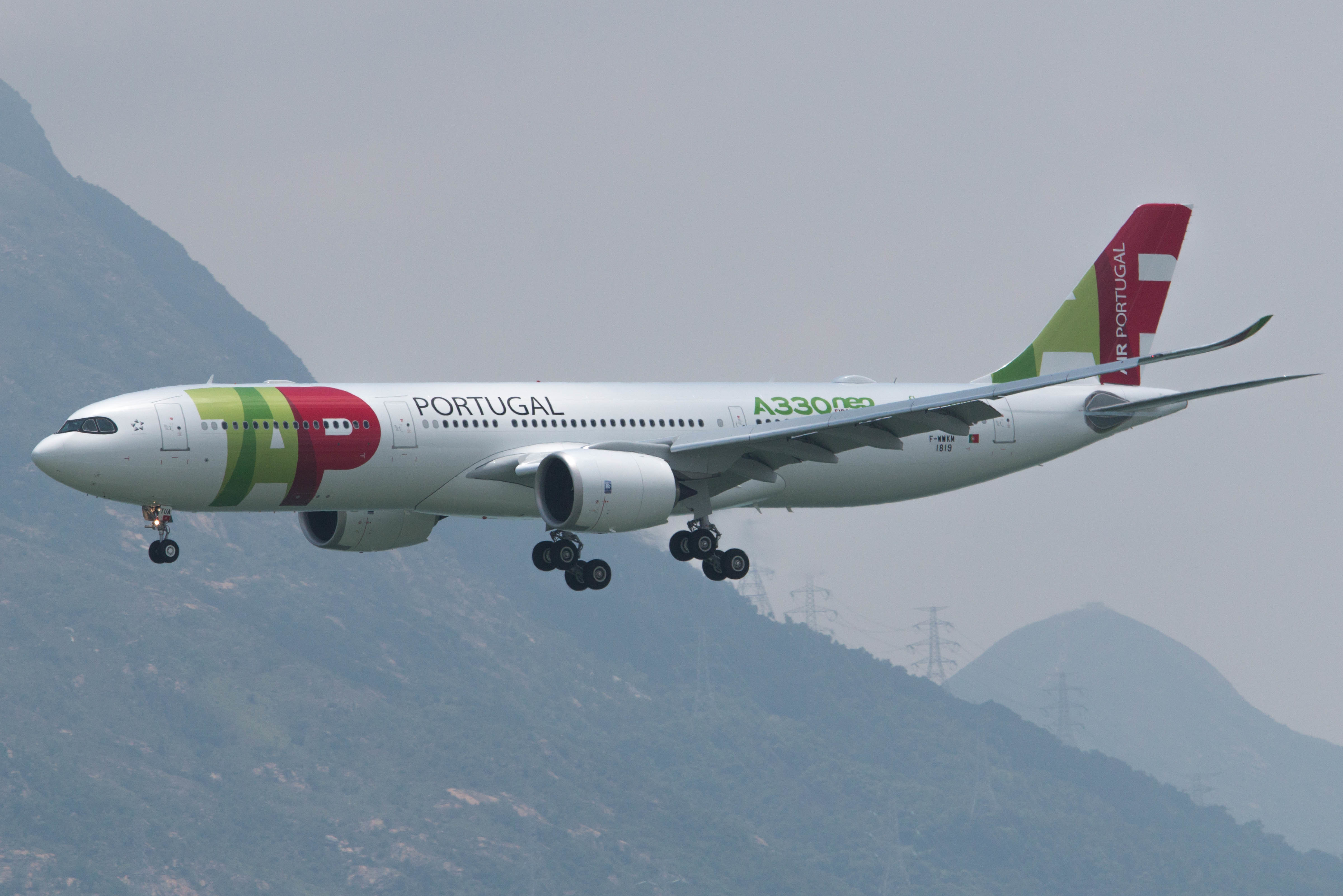

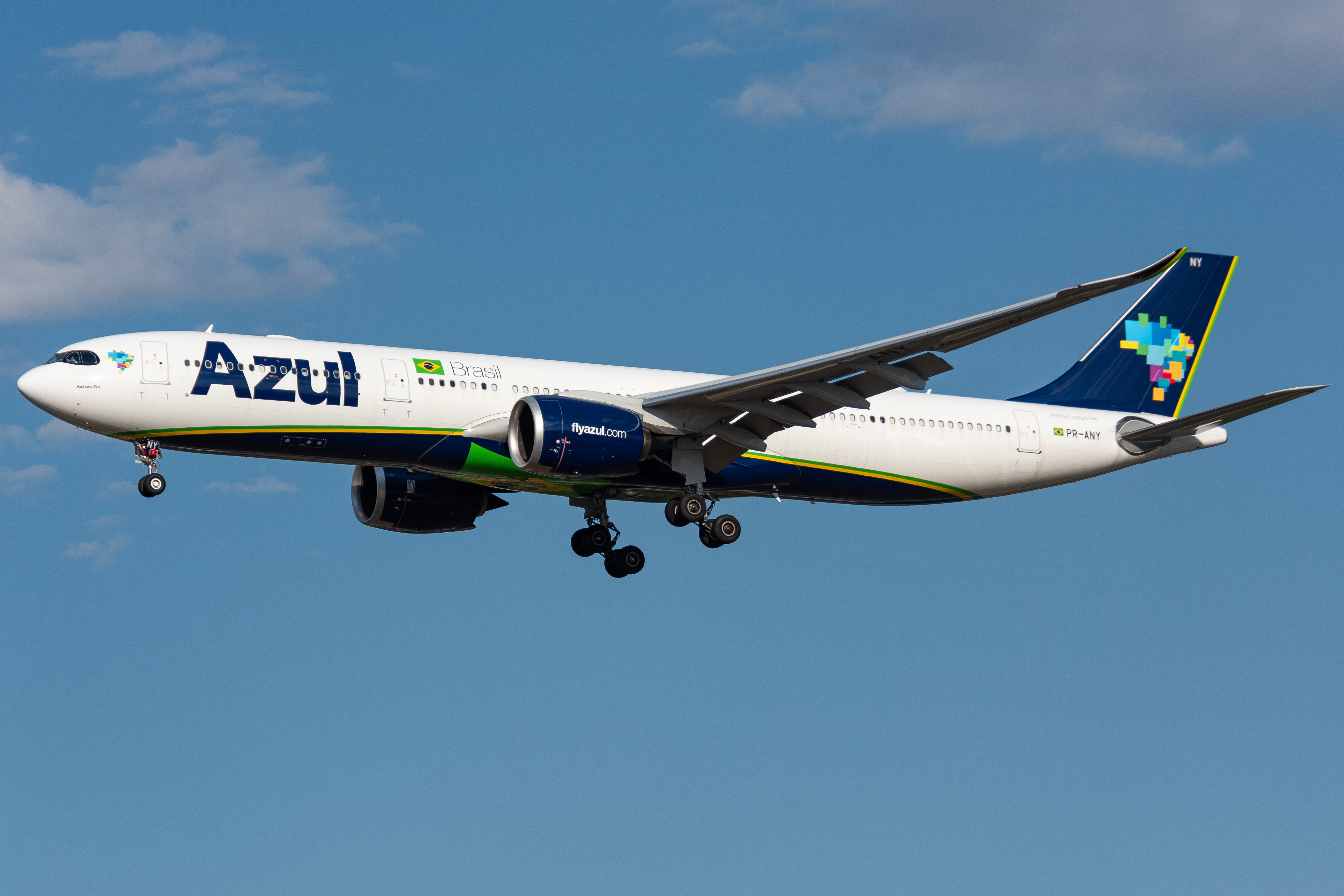

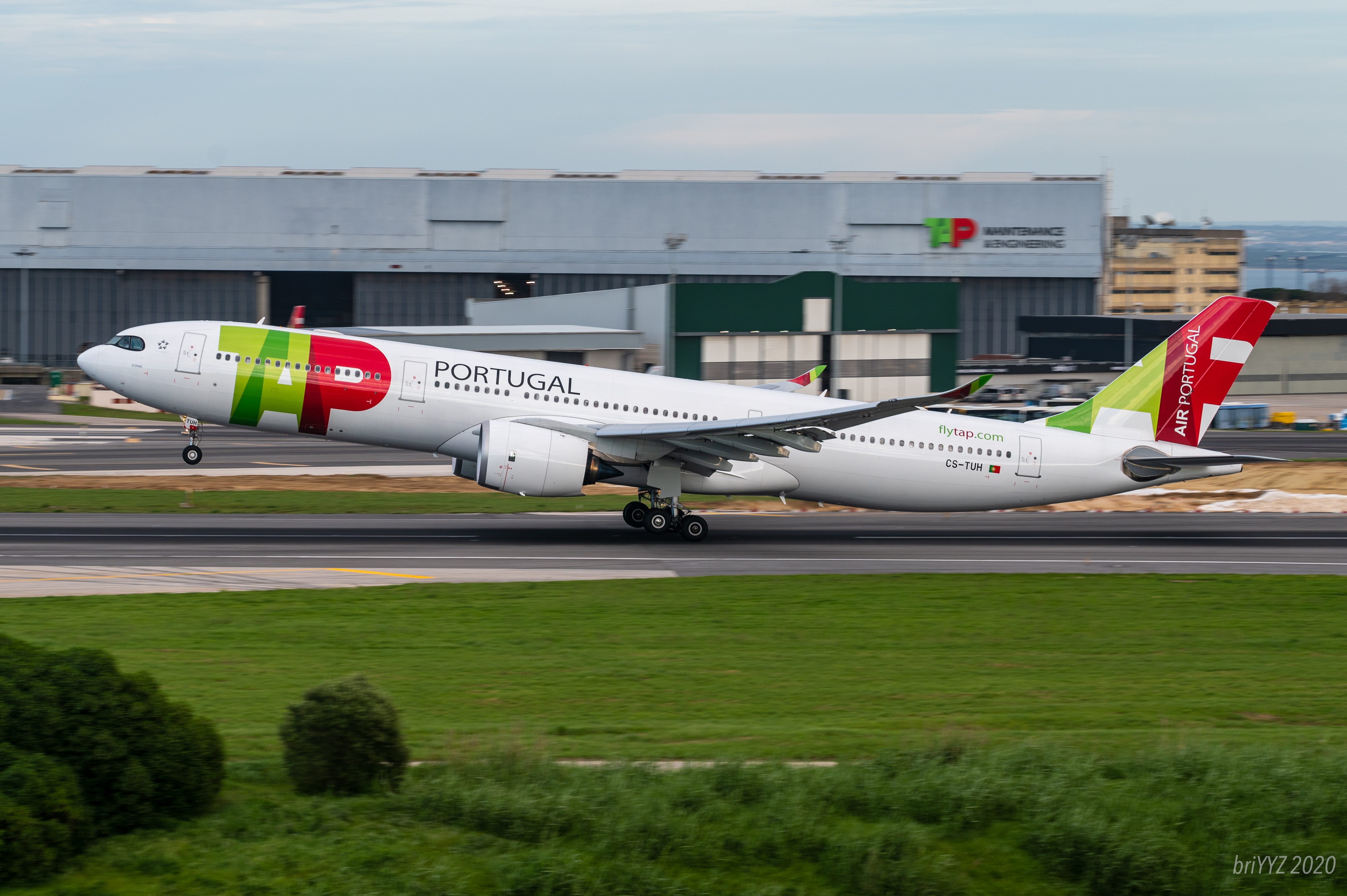

## Encomendas
| Data de encomenda | País           | Empresa               | Tipo   | Tipo   | Total |
| Data de encomenda | País           | Empresa               | 800neo | 900neo | Total |
|                   |                |                       | 10     | 154    |       |
| ----------------- | -------------- | --------------------- | ------ | ------ | ----- |
| 19/Nov/2014       | Estados Unidos | Hawaiian Airlines     | 0      |        | 0     |
| 21/Set/2017       | Brasil         | Azul Linhas Aéreas    |        | 5      | 5     |
| 03/Dez/2014       | Taiwan         | TransAsia Airways     | 4      |        | 4     |
| 15/Dez/2014       | Estados Unidos | Delta Air Lines       |        | 25     | 25    |
| 18/Dez/2014       | Estados Unidos | CIT Group             |        | 15     | 15    |
| 23/Dez/2014       | Malásia        | AirAsia X             |        | 55     | 55    |
| 24/Dez/2014       | Irlanda        | Avolon                |        | 15     | 15    |
| 9/Mar/2015        | Estados Unidos | Air Lease Corporation |        | 25     | 25    |
| 13/Nov/2015       | Portugal       | TAP Air Portugal      |        | 21     | 21    |
| Janeiro/2016      | Irã            | Iran Air              |        | 18     | 18    |
|                   |                | Total                 | 10     | 124    | 134   |